# Assolan
Assolan é uma marca de esponjas, panos de limpeza e saponáceos da Química Amparo.
Como empresa (Assolan Industrial Ltda, entre 2003 e 2007), sucedeu a Prátika Industrial Ltda, empresa que pertencia ao Grupo Arisco até 2000, quando então foi vendida à RMB Bestfoods (incorporada posteriormente pela Unilever) e readquirida pelo seu antigo proprietário em 2002. No ano de 2007, tornou-se Hypermarcas, passando a ser uma marca do recém-formado conglomerado.

## História
Surgida em 1958, a marca Assolan foi lançada pela Pardelli e Cia, década em que a empresa adquiriu, na Itália, sua primeira máquina para produção de esponjas de lã de aço, depois de seus sucessos com a importação de esponjas de lã de aço.
As esponjas de lã de aço Assolan foram as primeiras no Brasil a serem embaladas em saquinhos plásticos, tal como os que embalam quase todas as marcas em circulação atualmente.
Embora pioneira, a Assolan não experimentou nenhuma grande ascensão, durante quase quatro décadas de existência, devido à dominância (que até hoje perdura) da marca Bombril.
Em 1996, a Pardelli e Cia foi adquirida pela Arisco Industrial (na época, pertencente a João Alves de Queiroz Filho), o que capitalizou a marca, possibilitando a expansão de sua linha de produtos e renovação de embalagens e logomarca, tornando-se semelhante com a marca dos dias atuais. Com os investimentos, a marca Assolan experimentou sua primeira aparição a nível nacional, tornando-se então a principal concorrente da marca Bombril, rivalidade esta que mantém-se nos dias atuais.
Embora renovada, a Assolan, mesmo forte, ainda não havia ganho grandes proporções, quando então sua empresa-mãe, a Arisco, foi vendida para a BestFoods e posteriormente para a Unilever, o que levou a marca ao ostracismo até 2002, quando João Alves de Queiroz Filho a readquiriu.
No ano de 2002, a Assolan deixou de ser apenas uma marca e tornou-se uma empresa, e com novos investimentos e mais uma renovação, a marca tornou-se um grande player do setor de limpeza, através de uma estratégia de marketing agressiva e direta à marca líder Bombril, que na época estava fragilizada com a quebra de sua controladora italiana Círio (Brasil).
A Assolan viveu os dois anos seguintes de forma gloriosa, chegando a liderar as vendas em determinados trimestres de 2003 e atingiu seu auge máximo de participação de mercado, com inéditos 30% de volume de vendas, fixando-se no segundo lugar, e desta vez sendo uma ameaça real à líder Bombril, com 41% no período. No ano de 2003, comprou a Help e a Brilmis, seus concorrentes regionais, para potencializar sua capacidade fabril.
Em 2004, a Bombril iniciou sua recuperação e partiu para o ataque, o que fez a Assolan recuar em participação, terminando o ano com 26% de participação.
A Assolan, neste período, não almejava tornar-se líder no seu segmento-base, mas sim transformar a marca em um player consolidado para o lançamento de um leque de produtos, o que aconteceu em 2005, com a aquisição da Quimivale (fabricante de lava-roupas em pó) e a criação da marca Assim, fazendo a estreia da empresa Assolan no segmento de lava-roupas e produtos de limpeza tais como multiúso e saponáceos.
Em 2006, a empresa adquiriu a Etti Produtos Alimentícios, até então pertencente à Parmalat Brasil, que estava em dificuldades financeiras e também associou-se à empresária Cristiana Arcangeli, para a produção de cosméticos com a marca Eh (!).
Em 2007, a Assolan deu seu último passo como empresa, adquirindo a DM Farmacêutica (dona das marcas Monange, Melhoral e outras), o que fez a empresa tornar-se a Hypermarcas. Naquele ano, a Assolan voltou a ser uma marca, fortalecida e com forte presença no cenário nacional.
Por quase dois anos, a marca Assolan passou a receber menores investimentos em marketing, mesmo assim a marca não apresentou oscilações elevadas para baixo, mantendo-se com mais de 20% de participação no mercado nacional.
Em 2009, a marca retornou à mídia, com marketing menos agressivo e estrelando a apresentadora mirim Maisa Silva.
Em 2010, a marca Assolan retomou o fôlego e estrelou campanha aos mesmos moldes das quais a tornou forte, porém com menos intensidade que o ocorrido ao longo de 2002 a 2004.
Em dezembro de 2011, a marca Assolan foi vendida para a Química Amparo (dona da marca Ypê) por R$ 125 milhões.

## Produtos com a marca Assolan
- Esponjas de lã de aço
- Esponjas de lã de aço perfumada
- Palha de aço
- Panos multiúso
- Panos umedecidos
- Panos de algodão
- Esponjas sintéticas
- Saponáceos